# آنجل بارتولوتا
آنجل بارتولوتا (انگلیسی: Angel Bartolotta؛ زادهٔ ۲۶ نوامبر ۱۹۸۱) طبل‌زن اهل ایالات متحده آمریکا است. وی از سال ۱۹۹۶ میلادی تاکنون مشغول فعالیت بوده است.